# Sagopa Kajmer
Sagopa Kajmer, pseudonimo di Yunus Özyavuz (Samsun, 17 agosto 1978), è un cantante e rapper turco.
Dal 1996 ha fatto parte del gruppo Silahsız Kuvvetler. Si è laureato in lingua e letteratura persiana all'Università di Istanbul.

## Discografia
- Yeraltı Operasyonu (1999)
- Gerilim 99 (Promo) (1999)
- Toplama Kampı (2000)
- Sözlerim Silahım (2001)
- İhtiyar Heyeti (2002)
- On Kurşun (2001)
- One Second (2002)
- Sagopa Kajmer (2002)
- Bir Pesimistin Gözyaşları (2004)
- Romantizma (2005)
- İkimizi Anlatan Bir Şey (2007)
- Kötü İnsanları Tanıma Senesi (2008)
- Bendeki Sen (2010)
- Saydam Odalar (2011)
- Kalp Hastası (2013)
- Ahmak Islatan (2017)